# Sussex

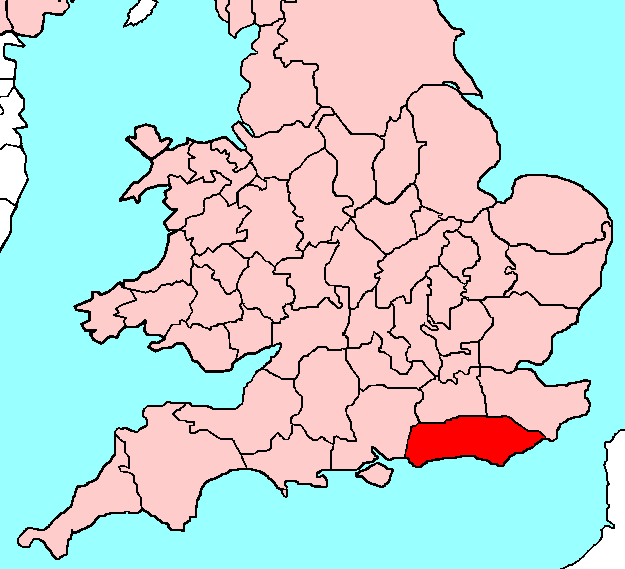
Położenie hrabstwa Sussex

Sussex – historyczne hrabstwo w południowo-wschodniej Anglii nad kanałem La Manche, o terytorium zbliżonym do wczesnośredniowiecznego królestwa Sussex. Graniczy od północy z hrabstwem Surrey, od północnego wschodu z hrabstwem Kent i od zachodu z hrabstwem Hampshire. Ze względów administracyjnych dzieli się na hrabstwa West Sussex i East Sussex oraz City of Brighton and Hove. Hove zostało wydzielone w 1997 r., a status city uzyskało w 2000. Do tego czasu w hrabstwie Sussex status city posiadało jedynie miasto Chichester.
Podział na West Sussex i East Sussex powstał w 1189 r., a osobne struktury administracyjne (Quarter Sessions) zostały utworzone do XVI wieku. Zostało to prawnie potwierdzone w ustawie County of Sussex Act z 1865 r. Na mocy ustawy Local Government Act z 1888 r. ten podział na dwie części został zatwierdzony podziałem na dwa hrabstwa administracyjne (z trzema county boroughs: Brighton, Eastbourne i Hastings).

## Nazwa
Nazwa hrabstwa pochodzi od królestwa Sussex, które z kolei wzięło swoją nazwę od staroangielskich słów Suþ Seaxe – Sasi południowi (por. Wessex, Essex, Middlesex).